# Fra noi
Fra noi è il secondo album della cantante italiana Iva Zanicchi, pubblicato nel maggio del 1967.
(Iva Zanicchi, Fra noi)

## Il disco
Il 1967 è l’anno della prima delle tre vittorie di Iva Zanicchi al Festival di Sanremo. Il brano vincitore (presentato in coppia con Claudio Villa e contenuto in questo album) è Non pensare a me, in realtà cucito su misura per il "reuccio della canzone", ma che Iva Zanicchi canta con più classe e moderazione, senza pigiare il piede sugli acuti nei quali Villa abbonda.
Per questo motivo, a due anni di distanza dalla pubblicazione del suo album di debutto, la sua casa discografica pubblica finalmente il suo nuovo long-playing. Anche questo contiene canzoni edite precedentemente su singoli tra il 1966 e 1967. L'unico inedito dell'album è il brano Oltre la notte, mai apparso precedentemente su 45 giri.
L'album è presente sulle piattaforme digitali e sui servizi di streaming.

## I brani
Tra i brani, insieme a Vita, scritta da Umberto Balsamo e a Vivere, non vivere, scritta da un giovane Franco Califano, spiccano:
- Ci amiamo troppo (Le montagne)
Cover in italiano di River Deep - Mountain High di Ike & Tina Turner, e presentata alla Mostra internazionale di musica leggera di Venezia, insieme al brano “Quel momento” (contenuto anch’esso nell’album), è certamente una delle più importanti prove vocali di Iva Zanicchi.
- La notte dell'addio
Uno dei brani più importanti della carriera di Iva Zanicchi (e, oggi, uno dei più riproposti anche da altri artisti), con cui partecipa al Festival di Sanremo del 1966.
- Tu saie 'a verità/Ma pecché
I due brani con cui partecipa al Festival di Napoli. Iva si classifica ottava con Ma pecché, che si vende bene un po' ovunque (a Napoli e nel resto d’Italia) e sebbene Sergio Bruni (uno dei cantanti napoletani in gara) aveva provveduto ad inciderne una sua particolare versione, questa è snobbata dal grande pubblico che continua a preferire Iva Zanicchi[1].
- Fra noi
Il brano, che fornisce anche il titolo all'album, è il suo più grande successo del 1966.

## Tracce
1. Non pensare a me - (Alberto Testa - Eros Sciorilli)
2. Ci amiamo troppo - (Giuseppe Cassia - Phil Spector - Barry Greenwich)
3. Dove è lui - (Mennillo - Roncarati)
4. Oltre la notte - (Jacqueline Perrotin - Sandro Tuminelli - Ivan Vandor)
5. Monete d'oro - (Luciano Beretta - Michele Francesio)
6. Tu saie 'a verità - (N. D'Alessio - A. Mazzucchi)
7. Quel momento - (Mogol - Giancarlo Colonnello)
8. Vita - (Luciano Beretta - Umberto Balsamo)
9. Fra noi - (Arrigo Amadesi - Albula)
10. La notte dell'addio - (Memo Remigi-Giuseppe Diverio - Alberto Testa)
11. Vivere, non vivere - (Franco Califano - Nisa - Iller Pattacini)
12. Ma pecché  - (Vian - Fiore)

## Orchestra
- Brani 1,2,4,5,6,8,12 Augusto Martelli
- Brani 3,7,11 Angel "Pocho" Gatti
- Brano 10 Jan Langosz
- Brano 9 Giordano Bruno Martelli

## Stampe estere
| Anno di pubblicazione | Paese       | Titolo  | Etichetta                    | Note |
| --------------------- | ----------- | ------- | ---------------------------- | ---- |
| 1967                  | Stati Uniti | Fra noi | UA International - UNS 15537 | ///  |